# Chiesa di Santa Maria e San Valentino della Grada
La chiesa di Santa Maria e San Valentino della Grada è un luogo di culto cattolico del centro storico di Bologna, situato in via Calari, nel quartiere Saragozza. La sua comunità parrocchiale fa parte del Vicariato "Bologna-Centro" dell'arcidiocesi di Bologna, e della Zona Pastorale"San Felice".

## Storia e origine del nome
Sul luogo dove oggi sorge l'odierna chiesa di Santa Maria e San Valentino preesistevano un ricovero per i malati ed un cimitero che videro aumentare notevolmente la loro importanza con l'epidemia di peste del 1630. In risposta alla crescente devozione all'immagine della Beata Vergine Maria presente nel ricovero, venne decretata nel 1632 dalle magistrature cittadine la costruzione di una nuova chiesa, su progetto di Antonio Paolucci detto il Levanti. Alla cerimonia di posa della prima pietra, presieduta dal legato pontificio Cardinale Antonio Della Croce, dall'Arcivescovo di Bologna Ludovico Ludovisi e da altre autorità cittadine il nuovo luogo di culto venne dedicato alla Madonna della Grada di Reno detta del Cimitero.
Il toponimo della Grada deriva dalla grata posta sul retro della chiesa, dove il canale di Reno fa il suo ingresso all'interno del centro di Bologna. La grata veniva calata nelle acque del canale con il compito di impedire l'accesso in città a persone indesiderate o a merci di contrabbando.
Nella chiesa si trova un organo a canne costruito da Vincenzo Mazzetti nel 1836 riutilizzando alcune canne del 1560, restaurato da Armando Pasta nel 1959.
Sopra al tetto della chiesa, sul lato sinistro guardando la facciata, si erge un piccolo campaniletto nella cui angusta cella sono installate 4 piccolissime campane, montate sui caratteristici ceppi in legno per essere suonate "a doppio" alla bolognese secondo l'usanza locale. Fino al 1979 il concerto era un "terzo", composto da tre bronzi del fonditore Clemente Brighenti; in quell'anno venne fusa la "piccola", opera di Francesco De Poli di Vittorio Veneto per formare il classico "quarto in tono maggiore" bolognese (La4-Si4-Do#5-Mi5).
La chiesa è dotata anche di un riproduttore di campane elettroniche, i cui diffusori "a tromba" sono installati nella cella campanaria in prossimità delle campane stesse.